# Claude Nougaro
Claude Nougaro (Tolosa, 9 settembre 1929 – Parigi, 4 marzo 2004) è stato un cantante francese.

## Biografia
Claude Nougaro nacque a Tolosa da un rispettato cantante d'opera francese, Pierre Nougaro, e da un'insegnante di piano italiana, Liette Tellini.
Fu cresciuto dai suoi nonni a Tolosa dove ascoltava Glenn Miller, Édith Piaf e Louis Armstrong (tra gli altri) alla radio.
Nel 1947 fallì la maturità e iniziò una carriera nel giornalismo, scrivendo per vari giornali, inclusi Le Journal des Curistes, a Vichy, e L'Écho d'Alger.
Allo stesso tempo scrisse canzoni per Marcel Amont (Le barbier de Belleville, Le balayeur du roi) e Philippe Clay (Joseph, La sentinelle). 
Incontrò Georges Brassens, che diventò suo amico e mentore.
Nel 1949 compì il servizio militare nella Legione straniera a Rabat, in Marocco.
Mandò i suoi testi a Marguerite Monnot, l'autrice di Edith Piaf, che li musicò (Méphisto, Le Sentier de la guerre). Iniziò a cantare per la sua sussistenza nel 1959 in un cabaret parigino a Montmartre, il Lapin Agile.
Nel 1962, decise di cantare da sé i suoi lavori: Une petite fille e Cécile ma fille (dedicata a sua figlia, nata nel 1962, e a sua moglie Sylvie, che incontrò al Lapin Agile).
Queste canzoni lo resero immediatamente conosciuto a un più largo pubblico, che lui aveva già cominciato a penetrare partecipando ai concerti di Dalida.
Un incidente d'auto lo immobilizzò per diversi mesi nel 1963. L'anno dopo viaggiò in Brasile, e cantò in prestigiosi saloni a Parigi: l'Olympia, il Palais, il Théâtre de la Ville.
Successivamente alla morte dell'amico Jacques Audiberti nel 1965 scrisse, in suo omaggio, la canzone Chanson pour le maçon.
Gli eventi del maggio 1968 lo ispirarono per la torrenziale Paris Mai, una supplica per la vita, che sarebbe stata vietata. Lo stesso anno registrò il suo primo album dal vivo all'Olympia: Une soirée avec Claude Nougaro.
La sua carriera continuò normalmente, punteggiata da diversi successi: Le jazz et la java, Tu verras, Île de Ré, Armstrong, Toulouse, Petit taureau.
Ma nel 1984, la sua etichetta non gli rinnovò il contratto. Nougaro partì per New York, cercando l'ispirazione, e mentre fu lì scrisse e registrò un disco autofinanziato, Nougayork, il cui risonante successo fu una sorpresa.
Nel 1988 Victoires de la musique lo ricompensò con il migliore album e il migliore artista, e tra il 1993 e il 1997 pubblicò tre nuovi album.
La sua salute peggiorò dopo il 1995, quando fu sottoposto a un'operazione al cuore. 
Nel 2003, la sua condizione gli impedì di apparire al festival du Verbe a Tolosa.
Dal 1998 al 2004 si dedicò maggiormente ai concerti e ai festival, a parte un album in aiuto dei bambini sofferenti di AIDS. Dopo essersi sottoposto ulteriormente a operazione ai primi del 2004, morì di cancro a marzo, settantaquattrenne.
La sua musica trasse ispirazione, tra le altre fonti, dal jazz americano, dal quale lui prese pesantemente a prestito (Charles Mingus, Louis Armstrong, Dave Brubeck, Sonny Rollins), ma anche dalla musica brasiliana (Antônio Carlos Jobim, Baden Powell de Aquino, Chico Buarque).

## Discografia parziale
- Locomotive d'or (1973)
- Au new morning (1982)
- Nougayork (1987)
- Une voix dix doigts (1991)
- L'Enfant-phare (1997)

## Scritti
- L'ivre de mots (2002)
- Fables de ma fontaine (2003)